# سلیمان‌لی (جبراییل)
سلیمان‌لی (به لاتین: Süleymanlı) یک منطقه مسکونی در جمهوری آذربایجان است که در شهرستان جبراییل واقع شده است.